# Тамир Пардо
Тамир Пардо (на иврит: תמיר פרדו) е израелски военен деец, директор на „Мосад“.

## Биография и дейност
Пардо е назначен за директор на агенцията за разследване „Мосад“ от премиера на Израел Бенямин Нетаняху на 26 ноември 2011 г. Той е бивш заместник-директор на разузнавателната агенция.
Директора на „Мосад“ е работил в спецслужбата „Саарет Маткал“ към ГЩ на армията. През 1976 г. е участвал в операцията по спасяването на заложниците от отвлечения самолет на Еър Франс в Ентебе, Уганда. Тогава загива братът на Нетаняху – Йони Нетаняху, а Пардо остава близък приятел на семейството.
Той е участвал и в операцията „Гневът на Бога“ за ликвидиране на убийците на израелски спортисти на Олимпиадата в Мюнхен през 1972 г. (Мюнхенско клане).